# جیلت (وایومینگ)
جیلت(به انگلیسی: Gillette) شهری در ایالت وایومینگ کشور ایالات متحده آمریکا است که جمعیت آن در سرشماری سال ۲۰۱۰ میلادی، ۲۹٬۰۸۷ نفر بوده‌است.